# Resolutie 1099 Veiligheidsraad Verenigde Naties
Resolutie 1099 van de Veiligheidsraad van de Verenigde Naties werd unaniem door de VN-Veiligheidsraad aangenomen op 14 maart 1997, en verlengde de UNMOT-waarnemingsmissie in Tadzjikistan met drie maanden.

## Achtergrond
Na de val van de Sovjet-Unie, werden in 1991 verkiezingen gehouden in Tadzjikistan. Begin 1992 kwam de oppositie in opstand tegen de uitslag – de oud-communisten hadden gewonnen – ervan. Er brak een burgeroorlog uit tussen de gevestigde macht en hervormingsgezinden en islamisten uit de achtergestelde regio's van het land, die zich hadden verenigd. In 1997 werd onder VN-bemiddeling een
vredesakkoord gesloten.

## Inhoud
Tijdens de gesprekken in Moskou waren de partijen tot een protocol over militaire kwesties gekomen met erin onder meer akkoorden over herintegratie, ontwapening en ontmanteling van UTO-eenheden (oppositie). De partijen vroegen de hulp van de VN voor de uitvoering ervan. Intussen was de humanitaire situatie in Tadzjikistan wel verslechterd. Ook werden het VN-personeel en dat van de GOS voortdurend aangevallen, waardoor secretaris-generaal Kofi Annan zich genoodzaakt zag de VN-activiteiten grotendeels op te schorten.
De Veiligheidsraad verwelkomde het bereikte akkoord en riep op het na te leven. Ook was het staakt-het-vuren relatief goed nageleefd. Wel werd de slechte behandeling te opzicht van UNMOT en ander internationaal personeel streng veroordeeld. De Tadzjiekse overheid werd gevraagd veiligheidsmaatregelen te nemen. Het mandaat van UNMOT werd verlengd tot 15 juni, gesteld dat het Akkoord van Teheran van kracht bleef. De secretaris-generaal zou de Raad op de hoogte houden, werd gevraagd tegen 30 april voorstellen te formuleren over hoe de VN kon helpen met de uitvoering van het protocol en tegen 1 juni te rapporteren met aanbevelingen over de VN-aanwezigheid.

## Verwante resoluties
- Resolutie 1061 Veiligheidsraad Verenigde Naties (1996)
- Resolutie 1089 Veiligheidsraad Verenigde Naties (1996)
- Resolutie 1113 Veiligheidsraad Verenigde Naties
- Resolutie 1128 Veiligheidsraad Verenigde Naties

Lijst ·  1093 ·  1094 ·  1095 ·  1096 ·  1097 ·  1098 ·  1099 ·  1100 ·  1101 ·  1102 ·  1103 ·  1104 ·  1105 ·  1106 ·  1107 ·  1108 ·  1109 ·  1110 ·  1111 ·  1112 ·  1113 ·  1114 ·  1115 ·  1116 ·  1117 ·  1118 ·  1119 ·  1120 ·  1121 ·  1122 ·  1123 ·  1124 ·  1125 ·  1126 ·  1127 ·  1128 ·  1129 ·  1130 ·  1131 ·  1132 ·  1133 ·  1134 ·  1135 ·  1136 ·  1137 ·  1138 ·  1139 ·  1140 ·  1141 ·  1142 ·  1143 ·  1144 ·  1145 ·  1146